# Hầm mộ Hoàng gia

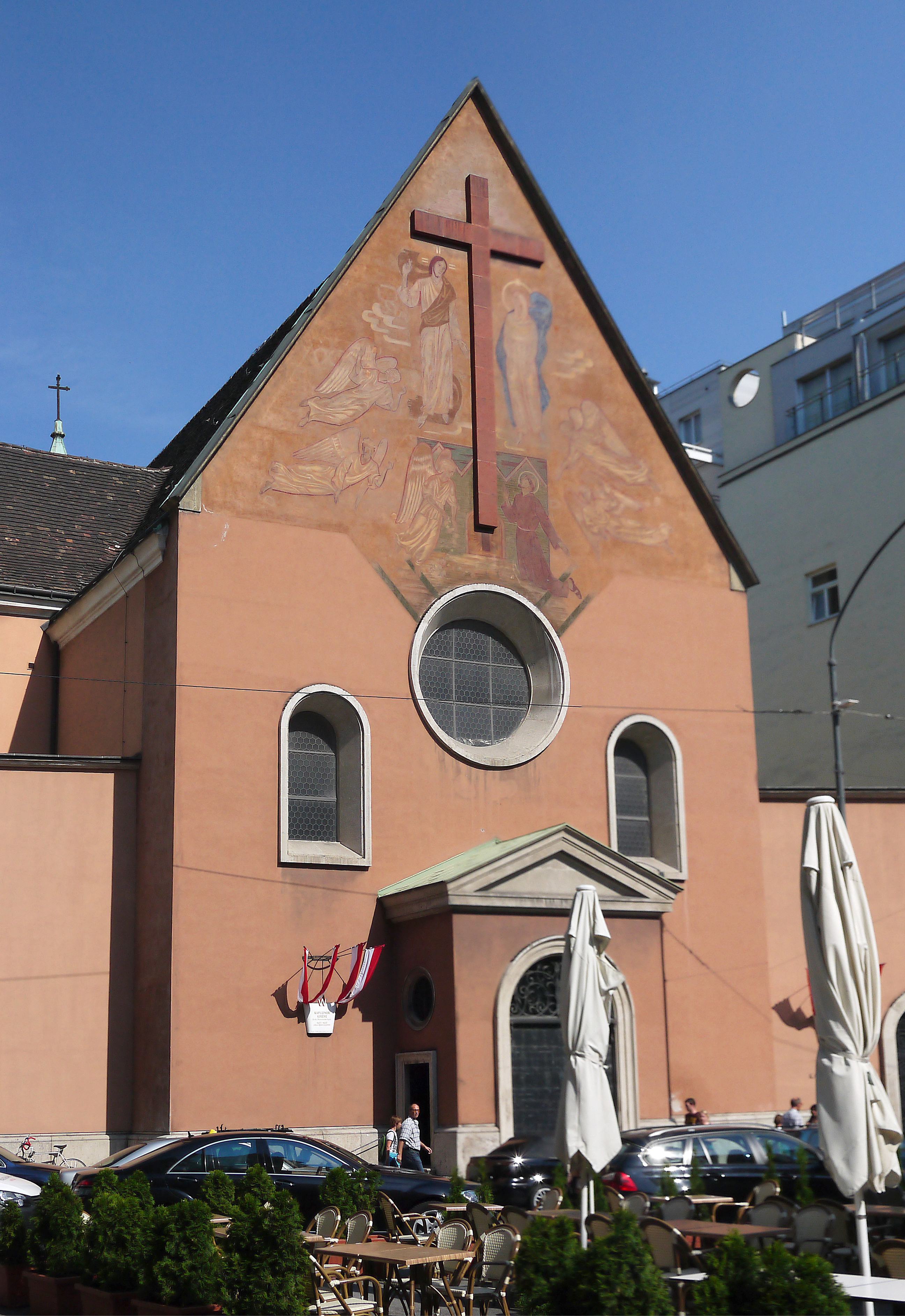
Nhà thờ Capuchin ở Vienna, Áo, nơi chứa Hầm mộ Hoàng gia

Hầm mộ Hoàng gia (tiếng Đức: Kaisergruft), còn được gọi là Hầm mộ Capuchin ( Kapuzinergruft), là một không gian hầm mộ dùng để chôn cất người chết bên dưới Nhà thờ Capuchin ở Viên, Áo. Hầm mộ được thành lập vào năm 1618 và dành riêng cho Hoàng gia Habsburg vào năm 1632, toạ lạc trên quảng trường Neuer Markt của Innere Stadt, gần Cung điện Hofburg. Kể từ năm 1633, Hầm mộ Hoàng gia đóng vai trò là nơi chôn cất chính cho các thành viên của Nhà Habsburg. Thi hài của 145 nhân vật hoàng gia Habsburg, cùng với bình chứa trái tim hoặc tro cốt của 4 người khác, bao gồm 12 hoàng đế và 18 hoàng hậu, đều ở đây. Có thể nhìn thấy 107 chiếc quách bằng kim loại và 5 chiếc bình đựng hài cốt hình trái tim có nhiều phong cách thiết kế nghệ thuật hoa lệ. Một số trong số hơn chục tu sĩ Capuchin cư trú tiếp tục vai trò thông thường của họ là những người bảo vệ và chăm sóc hầm mộ, cùng với các công việc mục vụ khác của họ ở Viên. Lần chôn cất gần đây nhất là vào năm 2011.

## Lịch sử

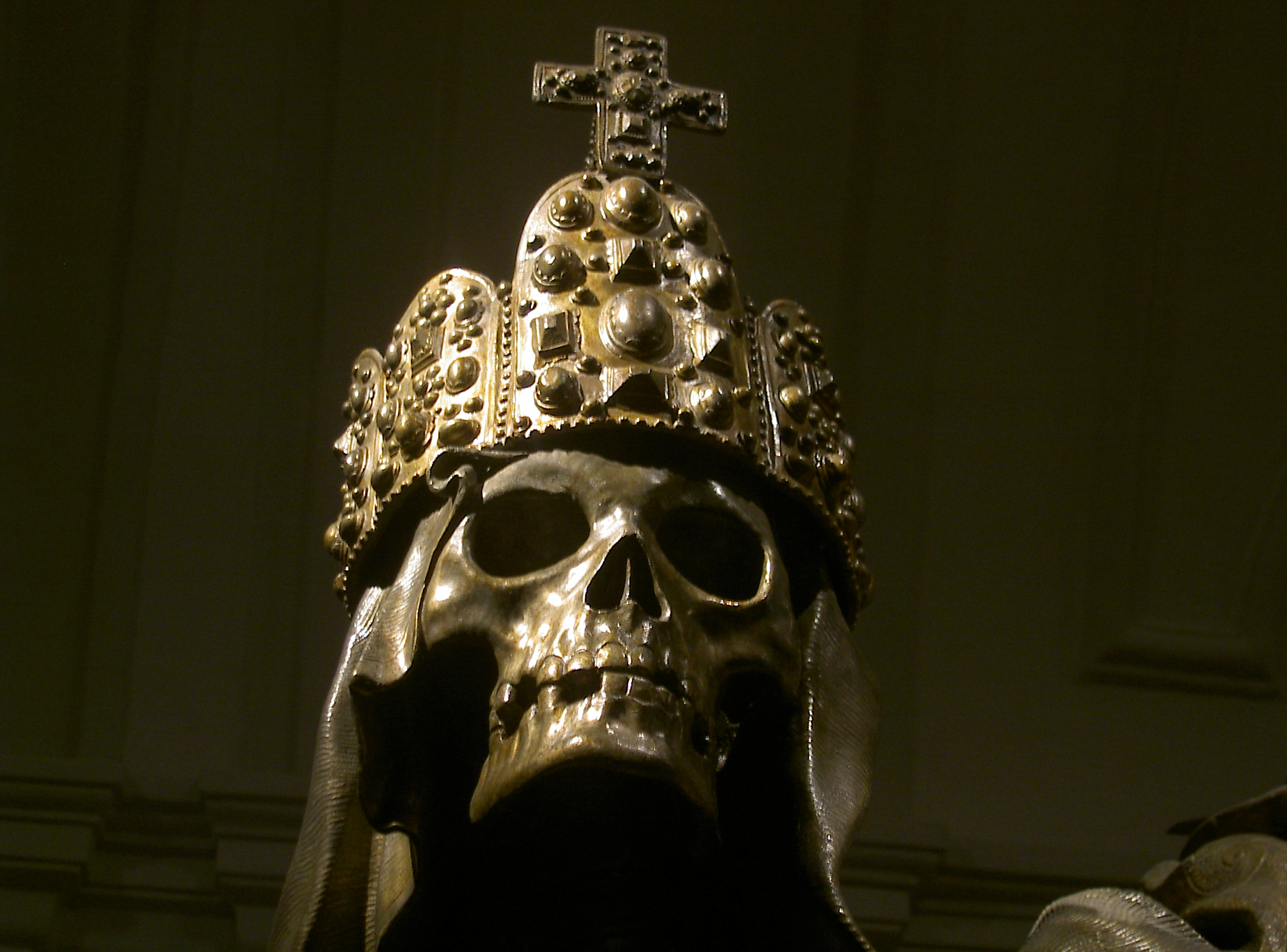
Một vật trang trí trên quan tài của Hoàng đế Karl VI: đầu của tử thần với Vương miện Hoàng gia

Anna xứ Tyrol, vợ của Hoàng đế Matthias đã đưa ra ý tưởng xây dựng tu viện Capuchin và hầm mộ cho bà và chồng, được xây dựng trong khu vực lân cận của lâu đài Hofburg ở Viên. Bà để lại số tiền xây dựng tu viện trong di chúc được viết vào ngày 10 tháng 11 năm 1617 và qua đời vào năm sau, 1618. Chồng bà Hoàng đế Matthias mất năm 1619.
Lễ đặt đá đầu tiên được thực hiện vào ngày 8 tháng 9 năm 1622 với sự hiện diện của Hoàng đế Ferdinand II, nhưng tiến độ xây dựng diễn ra chậm chạp do Chiến tranh Ba mươi năm. Tu viện được cung hiến vào ngày 25 tháng 7 năm 1632. Vào lễ Phục sinh năm sau (1633), cỗ áo quan đơn giản mang hài cốt của Hoàng đế Matthias và Hoàng hậu Anna đã được an táng trọng thể, tại nơi ngày nay được gọi là Founders Vault.
Hoàng đế Leopold I đã mở rộng hầm mộ vào năm 1657 ở khu vực dưới gian giữa của tu viện; con trai của ông là Hoàng đế Joseph I đã mở rộng nó xa hơn về phía Tây và xây dựng một phòng lăng mộ khác và một nhà nguyện ở phía Đông vào năm 1710. Em trai ông là Hoàng đế Karl VI tiếp tục mở rộng khá xa về phía Tây vào năm 1720, đến mức nhà hát và dàn hợp xướng apse ở ngay phía trên hầm mộ. Lần đầu tiên, một kiến trúc sư nổi tiếng (Lukas von Hildebrandt) tham gia vào việc mở rộng hầm mộ.
Năm 1754, con gái của ông, Hoàng hậu Maria Theresa thậm chí còn mở rộng hơn về phía Tây, đi qua hoàn toàn tu viện phía trên, dừng lại ở phía khu vườn của tu viện với mái vòm bổ sung đón ánh sáng tự nhiên. Mái vòm hùng vĩ và hầm mộ là tác phẩm của kiến trúc sư Jean Jadot de Ville-Issey. Trong thời trị vì của cháu trai bà, Hoàng đế Francis II, kiến trúc sư Johann Aman đã mở rộng về phía Bắc vào năm 1824.
Tu viện xung quanh nhà thờ đã xuống cấp sau 200 năm, vì vậy dưới thời trị vì của Hoàng đế Ferdinand vào năm 1840, tu viện (chứ không phải nhà thờ) đã bị triệt giải và xây dựng lại. Kiến trúc sư Johann Höhne đã xây dựng Hầm mộ Ferdinand và Hầm rượu Tuscan như một phần tầng hầm của công trình kiến trúc mới.
Là một phần của lễ kỷ niệm 60 năm lên ngôi vào năm 1908, Hoàng đế Franz Joseph đã yêu cầu kiến trúc sư Cajo Perisic xây dựng một phòng lăng mộ khác và một nhà nguyện ở phía Đông của Franz II và hầm mộ của Ferdinand. Đồng thời, các khu phụ mới dành cho du khách được tạo ra ở hai bên nhà thờ.
Đến năm 1960, tình trạng xuống cấp của các ngôi mộ ngày càng rõ rệt, việc kiểm soát nhiệt độ và độ ẩm cần phải được thực hiện chặt chẽ để bảo quản các cỗ áo quan. New Vault, phía Bắc Tuscan, Ferdinand's và Franz Joseph Vault, được xây dựng bởi kiến trúc sư Karl Schwanzer, với những cánh cửa kim loại của nhà điêu khắc Rudolf Hoflehner. New Vault đã thêm khoảng 20% vào không gian của hầm mộ, và được sử dụng trong việc sắp xếp lại các ngôi mộ trong hầm.
Căn hầm nhỏ, bên cạnh hầm mộ của hai người sáng lập, là nơi an táng các hoàng tự chết trẻ của nhà Habsburg được gọi là (Angel's Vault) Hầm mộ của Thiên thần. Các thi hài trong Hầm mộ Thiên Thần đã được chuyển đến các hốc mở mới được tạo ra ở bức tường phía trước của Leopold Vault. Các bộ quan tài được chọn từ nhiều hầm khác đã được chuyển đến Hầm Mới và được nhóm theo các chủ đề như Giám mục, tổ tiên trực tiếp của vị hoàng đế trị vì cuối cùng và gia đình trực hệ của Đại công tước Karl.
Ba mươi bảy bộ áo quan khác, của một số trẻ vị thành niên và thành viên nhỏ của gia đình cầm quyền, được xây tường thành bốn trụ được tạo ra trong Hầm mộ Ferdinand. Do đó, khoảng một nửa số ngôi mộ đã được chuyển ra khỏi hầm ban đầu đến những nơi ngăn nắp hơn như một phần của cuộc tái tổ chức vi mô.
Vào năm 2003, một dự án khác đã giúp du khách tiếp cận vào hầm mộ và mở những cánh cửa chưa được sử dụng trước đó. Toàn bộ hầm mộ cũng được trang bị máy lạnh để ngăn chặn sự xuống cấp của các ngôi mộ.

### Trích dẫn
1. 1 2  Beutler 1999, p. 12.
2. 1 2 3  Beutler 1999, p. 10.
3. 1 2 3 4  Beutler 1999, p. 11.